# Plectiscus ridibundus
Plectiscus ridibundus là một loài tò vò trong họ Ichneumonidae.